# Entangled in Chaos
Entangled in Chaos — первый концертный альбом американской дэт-метал-группы Morbid Angel, вышедший в 1996 году на лейбле звукозаписи Earache Records. 2 октября 2015 года альбом был впервые издан на виниле. Entangled in Chaos — единственный концертный альбом группы, записанный во время тура в поддержку Domination в 1996 году.

## Отзывы критиков
Альбом получил неоднозначные отзывы от музыкальных критиков. Рецензент Invisible Oranges написал, что сет начинается неуверенно: группа то отстаёт, то торопится, но в середине выступления выходит на свой уровень. По его словам, в целом выступление получилось добротным. Он также отметил, что звук хорош для концертного альбома, и Entangled in Chaos мог бы стать сборником лучших хитов эпохи Дэвида Винсента, но трек-лист слишком короток. Оливер из metal.de оценил альбом на 7/10, и отметил, что продюсирование, сведение и выбор песен «безупречны», а каждый инструмент звучит кристально чисто.

## Список композиций
| №                   | Название                        | Длительность |
| ------------------- | ------------------------------- | ------------ |
| 1.                  | «Immortal Rites»                | 4:08         |
| 2.                  | «Blasphemy of the Holy Ghost»   | 3:31         |
| 3.                  | «Sworn to the Black»            | 3:49         |
| 4.                  | «Lord of All Fevers and Plague» | 3:56         |
| 5.                  | «Blessed Are the Sick»          | 2:48         |
| 6.                  | «Day of Suffering»              | 2:02         |
| 7.                  | «Chapel of Ghouls»              | 3:47         |
| 8.                  | «Maze of Torment»               | 4:25         |
| 9.                  | «Rapture»                       | 4:07         |
| 10.                 | «Blood on My Hands»             | 3:41         |
| 11.                 | «Dominate»                      | 2:54         |
| Общая длительность: | Общая длительность:             | 39:08        |

## Участники записи
- Дэвид Винсент[англ.] — вокал, бас-гитара
- Трей Азагтот — гитара
- Эрик Рутан — гитара
- Пит Сэндовал — ударные